# CD-DOG COUNTDOWN
CD-DOG COUNTDOWN（シーディードッグ・カウントダウン）は、1996年10月4日から2002年3月23日まで中国放送（RCC）で放送されていた夜のラジオ番組。
放送終了後は、2001年4月から放送開始した秘密の音園に金曜日の放送枠を新たに設け、「秘密の音園ラ・ラ・ランキング」として放送されている。

## 概要
広島県内各地のCDショップの売り上げ、Vイマージュベスト、第一興商の売り上げ、リスナーのリクエストを基にコンピュータで集計したRCC独自のチャート番組。
公式HPには、番組内で発表した邦楽シングルTOP30と邦楽アルバムTOP10に加え、洋楽アルバムTOP10が公開されている。

## 歴史
| 放送期間              | 放送曜日 | 放送時間帯   | パーソナリティー       |
| --------------------- | -------- | ------------ | ---------------------- |
| 1996年10月～1997年3月 | 金       | 19:30～21:45 | 宗像総一郎、桑原しおり |
| 1997年4月～1997年9月  | 月       | 19:30～20:55 | 宗像総一郎、桑原しおり |
| 1997年10月～1998年3月 | 月       | 19:30～22:55 | 宗像総一郎、桑原しおり |
| 1998年4月～1998年9月  | 月       | 21:00～22:55 | 宗像総一郎、桑原しおり |
| 1998年10月～1999年3月 | 月       | 21:00～22:55 | 宗像総一郎、桑原しおり |
| 1999年4月～1999年9月  | 月       | 21:05～23:30 | 宗像総一郎、桑原しおり |
| 1999年10月～2000年3月 | 月       | 20:05～23:30 | 宗像総一郎、桑原しおり |
| 2000年4月～2000年9月  | 土       | 22:00～23:55 | 宗像総一郎             |
| 2000年10月～2001年3月 | 土       | 22:00～24:00 | 宗像総一郎             |
| 2001年4月～2001年9月  | 土       | 22:00～23:55 | 宗像総一郎             |
| 2001年10月～2002年3月 | 土       | 22:00～23:55 | 桑原しおり             |

## コーナー

### 放送終了時
- 先週の邦楽シングルTOP10振り返り
- 邦楽シングルTOP30発表
- 邦楽アルバムTOP10発表
- NEWリリースピックアップ
- ARTIST NEWS
- バスタークイズ
- 突然バスタークイズ
- ルーレットクイズ【スペシャル時のみ】
- ゲスト出演【不定期】

## リンク
CD-DOG COUNTDOWN